# Instytut Ekonomiki Rolnictwa i Gospodarki Żywnościowej
Instytut Ekonomiki Rolnictwa i Gospodarki Żywnościowej – Państwowy Instytut Badawczy – jednostka naukowo-badawcza Ministra Rolnictwa i Rozwoju Wsi, powołana w celu prowadzenia całokształtu badań związanych z problematyką ekonomiczną rolnictwa i przemysłu spożywczego. Ma siedzibę przy ul. Świętokrzyskiej 20 w Warszawie.

## Powołanie Instytutu
Instytut ustanowiono na podstawie zarządzenia Prezesa Rady Ministrów z 1982 w sprawie połączenia Instytutu Ekonomiki Rolnej oraz Instytutu Ekonomiki i Organizacji Przemysłu Spożywczego w Instytut Ekonomiki Rolnictwa i Gospodarki Żywnościowej. Nadzór na Instytutem sprawował Minister Rolnictwa i Gospodarki Żywnościowej.

## Przedmiot działania Instytutu
Przedmiotem działania Instytutu było prowadzenie prac naukowo-badawczych, rozwojowych i wdrożeniowych na potrzeby rolnictwa, skupu, obrotu produktami rolnymi i przemysłu spożywczego oraz gospodarki żywnościowej w zakresie ekonomiki, organizacji zarządzania i zastosowań informatyki, a zwłaszcza:
- opracowanie analiz, prognoz i ekspertyz dotyczących stanu i kierunków rozwoju rolnictwa i gospodarki żywnościowej,
- opracowanie metod badawczych i dokonywanie ocen efektywności systemów ekonomiczno-finansowych,
- prowadzenie prac naukowo-badawczych nad systemami zarządzania rolnictwem, gospodarką żywnościową i jednostkami gospodarczymi działającymi w tej dziedzinie,
- rozwijanie badań służących doskonaleniu polityki ekonomicznej w dziedzinie rolnictwa i gospodarki żywnościowej,
- rozwijanie teorii i metodologii badań w dziedzinach nauk objętych zakresem działania instytutu,
- prowadzenie prac naukowo-badawczych i rozwojowych w zakresie zastosowań informatyki w rolnictwie i przemyśle spożywczym,
- kształcenie kadr naukowych oraz doskonalenie kadr kierowniczych i specjalistycznych.

## Przedmiot działania Instytutu z 2004
Na podstawie rozporządzenie Rady Ministrów z 2004 r. w sprawie nadania Instytutowi Ekonomiki Rolnictwa i Gospodarki Żywnościowej statusu państwowego instytutu badawczego przedmiotem działania Instytutu jest:
- prowadzenie badań naukowych oraz prac rozwojowych,
- makroekonomicznych analiz stanu i rozwoju rolnictwa oraz gospodarki żywnościowej,
- prognozowania procesów rozwojowych w agrobiznesie,
- monitorowania i prognozowania kosztów oraz opłacalności produkcji rolnej,
- poziomu i relacji dochodowych w rolnictwie,
- monitorowania procesu integracji polskiego rolnictwa z Unią Europejską,
- ekonomicznej oceny handlu zagranicznego towarami rolno-spożywczymi,
- analiz rozwoju rynków podstawowych produktów rolnych, rynku środków produkcji, rynku ziemi,
- oceny stanu ekonomicznego oraz konkurencyjności przemysłu spożywczego w Rzeczypospolitej Polskiej,
- analiz i prognoz zmian strukturalnych na wsi,
- regionalnego różnicowania obszarów wiejskich,
- finansowania wsi i rolnictwa;
- doskonalenie metod prowadzenia badań naukowych i prac rozwojowych, z wykorzystaniem najnowszych doświadczeń krajowych i międzynarodowych;
- upowszechnianie wyników badań i prac rozwojowych;
- współpraca z przedsiębiorcami w rozwiązywaniu problemów ekonomicznych wsi i rolnictwa.

## Zadania Instytutu z 2004
Do zadań Instytutu należy:
- realizacja zadań ustalonych dla Instytutu przez Radę Ministrów w programie wieloletnim, ustanowionym na podstawie przepisów ustawy z 1998 r. o finansach publicznych,
- prowadzenie badań naukowych i prac rozwojowych w zakresie społeczno-ekonomicznych problemów rolnictwa i obszarów wiejskich oraz polityki rolnej;
- upowszechnianie wyników badań realizowanych na podstawie programu wieloletniego oraz badań, w formie wydawnictw książkowych, publikacji, konkursów, konferencji, sympozjów i seminariów naukowych;
- podejmowanie działalności w zakresie doskonalenia metod prowadzenia badań naukowych i prac rozwojowych;
- udzielanie informacji naukowej, technicznej i ekonomicznej;
- opracowywanie analiz, ocen i ekspertyz;
- realizacja zadań związanych z pełnieniem funkcji agencji łącznikowej do spraw systemu zbierania i wykorzystywania danych rachunkowych z gospodarstw rolnych,
- wykonywanie innych zadań zleconych przez organ nadzorujący.

## Państwowy instytut badawczy
Na podstawie rozporządzenie Rady Ministrów z 2004 r. Instytutowi nadano status państwowego instytutu badawczego.